# Sacavém
Sacavém er en by i Portugal med 18.469(2011) indbyggere.